# 帕尔巴特萨尔
帕尔巴特萨尔（Parbatsar），是印度拉贾斯坦邦Nagaur县的一个城镇。总人口13790（2001年）。

## 人口
该地2001年总人口13790人，其中男性7424人，女性6366人；0—6岁人口2265人，其中男1208人，女1057人；识字率60.54%，其中男性为72.21%，女性为46.94%。